# (34150) 2000 QK18
2000 QK18 (asteroide 34150) é um asteroide da cintura principal. Possui uma excentricidade de 0.13227820 e uma inclinação de 3.41689º.
Este asteroide foi descoberto no dia 24 de agosto de 2000 por LINEAR em Socorro.